# ويليام ر. كورليس
ويليام ر. كورليس (بالإنجليزية: William R. Corliss)‏ هو مؤلف وفيزيائي وكاتب أمريكي، ولد في 28 أغسطس 1926 في ستامفورد في الولايات المتحدة، وتوفي في 8 يوليو 2011.